# Schmittův klopný obvod

Schematická značka Schmittova klopného obvodu

Schmittův klopný obvod je klopný obvod, který slouží k úpravě tvaru impulzů. Jeho základní vlastností je hystereze. To znamená, že jeho výstup je závislý nejen na hodnotě vstupu, ale i na jeho původním stavu. Hystereze, která je jindy nežádoucí, zde má své opodstatnění v tom, že zabraňuje vzniku zákmitů výstupního signálu v okolí střední úrovně spínání, proto se v číslicové technice používá jako tvarovací obvod, tzv. bezzákmitové tlačítko („dávač“ logických úrovní). Citlivost obvodu se nastavuje velikostí (šířkou) hystereze. Obvod je možno využít i jako jednobitový analogově digitální převodník – komparátor. 

## Popis funkce
Schmittův klopný obvod si lze představit jako zvláštní verzi bistabilního multivibrátoru reagujícího na pevně definované úrovně vstupního signálu. Dosažení prahové úrovně se projeví skokovou změnou výstupu, obvod tedy ze vstupního napětí libovolného průběhu vytvoří dvojúrovňový signál. Tak můžeme  z analogového signálu, získat signál logický, V číslicové technice slouží k úpravě tvaru impulsů, které přivádíme na vstupy logických členů. Pokud je na výstupu kladné napětí, nedojde k překlopení obvodu při pouhém splnění podmínky {\displaystyle U_{IN}<U_{REF}} jako u komparátoru bez hystereze, ale teprve až vstupní napětí dosáhne prahové hodnoty {\displaystyle -H}.  Podobně pokud je na výstupu záporné napětí, může dojít ke zpětnému překlopení obvodu teprve až v momentě, kdy vstupní napětí dosáhne {\displaystyle +H}. Klopný obvod se tak v mezích {\displaystyle {\pm }H\,} chová jako paměť minulého stavu. 
| | |
| Hystereze Schmittova KO • U – vstupní signál • A – výstup komparátoru bez hystereze • B – výstup komparátoru s hysterezí | Závislost výstupního signálu (in) na vstupním signálu (out) • ±M – úrovně výstupního signálu (logická 1 / logická 0) • ±H – hystereze (v tomto případě je UREF = 0) |

## Příklady zapojení

### Verze s bipolárními tranzistory

Schmittův klopný obvod realizovaný z diskrétních součástek.

Původní Schmittův klopný obvod je založen na myšlence dynamického prahu, která je implementována napěťovým děličem s přepínatelnou horní větví (kolektorové odpory RC1 a RC2) a stabilní spodní větví (RE). Tranzistor T1 funguje jako komparátor s diferenciálním vstupem (přechod báze-emitor T1) skládající se z invertujícího (báze T1) a neinvertujícího (emitor T1) vstupu. Vstupní napětí je přivedeno na invertující vstup; výstupní napětí děliče napětí je přivedeno na neinvertující vstup, čímž se určuje jeho prahová hodnota. Výstup komparátoru budí druhý společný kolektorový stupeň T2 (emitorový sledovač) přes dělič napětí tvořený R1 a R2. 
Tuto konfiguraci lze považovat za diferenciální zesilovač se sériovou kladnou zpětnou vazbou mezi jeho neinvertujícím vstupem (báze T2) a výstupem (kolektor T1), který vynucuje proces přechodu. Existuje také menší negativní zpětná vazba zavedená emitorovým rezistorem RE. Aby kladná zpětná vazba převážila zápornou a aby fungovala hystereze, volí se poměr mezi dvěma kolektorovými odpory RC1 > RC2. Při sepnutí T1 tedy protéká menší proud a na RE vzniká menší úbytek napětí než v případě, kdy je zapnutý T2. Výsledkem je, že obvod má dvě různé prahové hodnoty:
{\displaystyle +H={\frac {R_{E}}{R_{E}+R_{C2}}}U_{N}}
{\displaystyle -H={\frac {R_{E}}{R_{E}+R_{C1}}}U_{N}}

### Verze s operačním zesilovačem

Zapojení Schmittova KO s použitím OZ

Schmittův klopný obvod realizovaný operačním zesilovačem dosahuje na výstupu kladného nebo záporného saturačního napětí (při symetrickém napájení OZ). Rezistory R1 a R2 představují napěťový dělič, který zavádí kladnou zpětnou vazbu. Prahové hodnoty jsou stejné, velikost hystereze se vypočítá podle vztahu:
{\displaystyle {\pm }H=\pm U_{S}\left({\frac {R_{1}}{R_{2}}}\right)}

### Verze s 555

Zapojení Schmittova KO s použitím NE555

Zapojení Schmittova klopného obvodu s využití víceúčelového čipu NE555 se vyznačuje tím, že je invertující. V praxi to znamená, že výstup se překlopí do logické 1 (uOUT = UCC) pokud vstupní napětí klesne pod dolní mez:
{\displaystyle -H={\frac {1}{3}}U_{CC}},
a do logické 0 (uOUT = 0) se překlopí naopak když vstupní napětí vzroste nad horní mez:
{\displaystyle +H={\frac {2}{3}}U_{CC}}
Doporučené hodnoty součástek v tomto zapojení jsou: 
- R1 = R2 = 100 kΩ
- CIN = 10 nF